# Vrapčište
Vrapčište (makedonska: Врапчиште) är en ort i Nordmakedonien.   Den är huvudort i kommunen med samma namn, i den västra delen av landet, 50 kilometer väster om huvudstaden Skopje. Vrapčište ligger 571 meter över havet och antalet invånare är 8 652.